# Standard industriale
Uno standard industriale o anche standard de facto è un tipo di prodotto con specifiche caratteristiche tecniche non ancora soggetto a norma tecnica, ma immesso sul mercato da un costruttore o consorzio di costruttori, seguito poi da altri costruttori.
Uno standard industriale può essere anche sviluppato da una organizzazione governativa o non governativa, un esempio il Global System for Mobile Communications (GSM) del European Telecommunications Standards Institute (ETSI).
Attraverso l'economia di rete la specifica tecnica di uno o più costruttori diventa norma internazionale de facto. Un esempio di standard è il DOS per diverso tempo chiamato con nomi come PC-DOS, MS-DOS, DR-DOS.
Un esempio di standard poi normato è Ethernet delle DEC, Intel, Xerox e successivamente normato da Institute of Electrical and Electronics Engineers e ISO.

## Esempi
- Compact Cassette della Philips
- Compact Disc della Philips e Sony
- Blu-ray Disc della Toshiba
- Betacam della Sony
- XLR connettori della ITT Cannon (ITT Interconnect Solutions)
- Cinch connettori anche detto Connettore RCA inventato dalla Radio Corporation of America
- Drawing Interchange Format (DXF) della Autodesk
- PDF della Adobe poi standard ISO-Standard ISO 32000-1
- IBM PC come IBM PC compatibile
- RSS nei siti web
- SD Card della Sandisk, Toshiba e Panasonic
- Short Message Service (SMS) per la telefonia mobile
- SQL nel software bancario
- Original GARDENA System sistema di accoppiamento rapido della Gardena
- SDS innesto del codolo degli utensili negli elettroutensili Bosch
- Connessione Mennekes ideata dalla Mennekes